# Dewoitine D.520
Девуатин D.520 (фр. Dewoitine D.520) — одноместный французский истребитель Второй мировой войны.

## Проектирование
В ноябре 1936 года частное проектное бюро Эмиля Девуатина начало разработку самолёта Dewoitine 520. Пытаясь избавиться от проблем предыдущих разработок, Девуатин применил в конструкции самолёта самые передовые технологии. Новый самолёт должен был развивать скорость 520 км/ч — именно поэтому он получил обозначение 520.
Месяц спустя бюро было национализировано и вошло в промышленное объединение SNCAM (Société nationale des constructions aéronautiques du Midi). Работа над D.520 продолжилась в новой компании под руководством Р. Костелло.
Опытный экземпляр с двигателем жидкостного охлаждения Hispano-Suiza 12Y-2 (890 л. с.) совершил свой первый полёт 2 октября 1938 года. Во время лётных испытаний самолёт смог достичь скорости в 480 км/ч — что было значительно меньше расчётной. Причиной снижения скорости было признано большое сопротивление подкрыльевых радиаторов. Для снижения сопротивления подкрыльевые радиаторы заменили на один большой радиатор, установленный под фюзеляжем, с эжектором на выходе. Во время испытаний самолёт совершил посадку на «брюхо» и получил незначительные повреждения. После аварии двигатель был заменён на более новый 12Y-29, были добавлены эжекторные выхлопные патрубки и воздушный винт изменяемого шага. Эти изменения позволили самолёту развить расчётную скорость.
За прототипом в 1939 году последовали ещё две модели с новым откидывающимся фонарём и увеличенной хвостовой частью. Самолёты были вооружены 20-мм пушкой, стрелявшей через кок воздушного винта и двумя 7,5-мм пулемётами в небольших контейнерах под крыльями. Также была создана третья модель с маленьким хвостовым колесом вместо первоначального костыля. Лётные испытания прошли успешно и в марте 1939 года SNCAM получила заказ на производство 200 машин с новым двигателем 12Y-31 (позднее был заменён на 12Y-45).
Первый серийный D.520 совершил свой первый полёт в ноябре. Он имел двигатель 12Y-31 (830 л. с.) и был вооружен двумя 7,5-мм пулемётами в отсеках под крыльями. Фонарь самолёта имел изогнутое цельное ветровое стекло и откидывающуюся вбок среднюю часть. На остальные серийные машины устанавливался двигатель 12Y-45 (930 л. с.) (некоторые получили мотор 12Y-49 (910 л. с.)) с новым нагнетателем и трёхлопастным винтом «Ратье». Стандартным вооружением являлись 20-мм пушка Hispano-Suiza HS.404, стреляющая через вал винта, и четыре 7,5-мм пулемёта MAC 1934 в крыльях. Изогнутое цельное ветровое стекло, использованное на прототипах, было заменено на плоскую панель. Серийное производство было налажено на заводе SNCAM в Тулузе.
В июне 1939 года был подписан ещё один контракт на поставку 600 машин, в июле контракт изменили — уменьшив число самолётов до 510. С началом войны компания получила заказ ещё на 1280 машин — их производство должно было начаться в мае 1940 года с производительностью 200 машин в месяц. Ещё 120 истребителей заказала авиация ВМС Франции. В апреле 1940 года армейский контракт был изменён — общее число заказанных самолётов увеличилось до 2250, а темп производства до 300 машин в месяц. Само собой разумеется SNCAM не смог выполнить все условия этих контрактов.
С перерывами этот самолёт выпускался по июнь 1944 года. Всего изготовлено 910 самолётов.

## Применение
В боевых действиях истребитель стал применяться с мая 1940 во время Битвы за Францию.

### Болгария
В 1943 году Германия через своего военного атташе предложила болгарским ВВС поставку трофейных французских истребителей. Болгарское правительство, в силу сложившейся обстановки и потребности в мощных истребителях для ПВО, согласилось, но настояло на том, чтобы болгарские военные специалисты ознакомились с предлагаемыми самолетами на месте. В Виши отправились инженер Кирилл Петков и сотрудник технической службы Цолов. Комиссия одобрила самолёты, был подписан контракт на поставку 120 Dewoitine D.520 и запасных частей к ним. В действительности же, по контракту было поставлено всего 96 машин. Эти истребители вместе с Messerschmitt Bf 109 встречали волны американских бомбардировщиков. Масштаб воздушных боев в период обороны Софии можно увидеть в военном отчете за 20 декабря 1943 года — в небе сражались дивизии 15-й американской воздушной армии (50 бомбардировщиков B-24 , прикрываемые 100 истребителями P-38 Lightning) и болгарские истребители, 36 D.520 с аэродрома Враждебна и 20 Bf 109 G-2 с аэродрома Божуриште.
Позже, вступив в войну с Германией, Болгария передала часть своих ВВС в распоряжение 3-го Украинского фронта. Из 415 самолётов в боевых действиях участвовали 276 в составе 6 соединений. D.520 вместе с Bf 109 G-6 входили в 6-й истребительный авиаполк.

## Тактико-технические характеристики
Приведённые ниже характеристики соответствуют модификации D.520C.1:
Источник данных: «Уголок неба»

Технические характеристики
- Экипаж: 1 пилот
- Длина: 8,6 м
- Размах крыла: 10,2 м
- Высота: 2,57 м
- Площадь крыла: 15,97 м²
- Масса пустого: 2036 кг
- Нормальная взлётная масса: 2677 кг
- Максимальная взлётная масса: 2780 кг
- Масса топлива во внутренних баках: 277/445 кг (396/636 л)
- Силовая установка: 1 × жидкостный Hispano-Suiza 12Y[англ.]-45
- Мощность двигателей: 1 × 935 л.с. (1 × 690 кВт)
- Воздушный винт: трёхлопастной изменяемого шага Chauvière type 3918
- Диаметр винта: 3,1 м

Лётные характеристики
- Максимальная скорость: 534 км/ч
- Крейсерская скорость: 435 км/ч
- Практическая дальность: 890 км (с фюзеляжным баком)
- Перегоночная дальность: 890/1250 км (поздние выпуски и доработанные машины)
- Практический потолок: 10 500 м
- Скороподъёмность: 14,3 м/с
- Нагрузка на крыло: 167 кг/м²
- Тяговооружённость: 257 Вт/кг

Вооружение
- Стрелково-пушечное:  
  - 1 × 20-мм пушка Hispano-Suiza HS.404 в развале блока цилиндров (барабанное питание, 60 снарядов)
  - 4 × 7,5-мм пулемёта MAC 1934 в крыле (675 патронов на ствол)

## Эксплуатация и боевое применение
Франция
- ВВС Франции — поступил на вооружение в январе 1940 года, снят с вооружения в 1953 году
- Авиация ВМС Франции

 Французское государство
- ВВС Виши — 550 единиц, в основном в Леванте и Северной Африке.

 Свободая Франция
- ВВС «Свободной Франции»

 нацистская Германия
- Люфтваффе — поступили в распоряжение после капитуляции Франции летом 1940 года

 Италия
- Regia Aeronautica: — после оккупации южной Франции в ноябре 1942 года на вооружение военно-воздушных сил Италии поступили 36 трофейных истребителей D.520, ещё 30 истребителей D.520 были получены от немцев[1]
- Республиканская Национальная Авиация (ит. Aeronautica Nazionale Repubblicana): после перемирия достались 3 машины, ранее состоявшие в 3-й Gruppo.

 Болгария
- Царские ВВС Болгарии — 100 шт. передано Германией для военно-воздушных сил Болгарии[2] в 1943 году по программе военной помощи[3]. Использовались в ПВО в 1943-44 годах.